# Tomer
Tomer (hebrejsky תֹּמֶר‎, nebo תומר‎, doslova „Datlová palma“, v oficiálním přepisu do angličtiny Tomer) je zemědělská vesnice typu mošav a izraelská osada na Západním břehu Jordánu v distriktu Judea a Samaří a v Oblastní radě Bik'at ha-Jarden.

## Geografie
Nachází se v nadmořské výšce 220 metrů pod úrovní moře v jižní části Jordánského údolí, cca 18 kilometrů severně od centra Jericha, cca 33 kilometrů severovýchodně od historického jádra Jeruzalému a cca 63 kilometrů východně od centra Tel Avivu.
Na dopravní síť Západního břehu Jordánu je napojena pomocí dálnice číslo 90 (takzvaná Gándhího silnice), hlavní severojižní dopravní osy Jordánského údolí. Tomer leží cca 8 kilometrů od řeky Jordán, která zároveň tvoří mezinárodní hranici mezi Izraelem kontrolovaným Západním břehem Jordánu a Jordánským královstvím.
Vesnice je součástí územně souvislého pásu izraelských zemědělských osad, které se táhnou podél silnice číslo 90. Jediným významnějším palestinským sídlem v okolí je vesnice al-Fasajil, která sousedí v Tomer na severní straně. Dalšími izraelskými osadami v zdejším sídelním pásu jsou zemědělské vesnice Peca'el, Gilgal, Netiv ha-Gdud a Niran. Západně od Tomer se zvedá z příkopové propadliny Jordánského údolí prudký svah hornatiny Samařska.

## Dějiny
Tomer leží na Západním břehu Jordánu, jehož osidlování bylo zahájeno Izraelem po jeho dobytí izraelskou armádou, tedy po roce 1967. Jordánské údolí patřilo mezi oblasti, kde došlo k zakládání izraelských osad nejdříve. Takzvaný Alonův plán totiž předpokládal jeho cílené osidlování a anexi. Jako první v této části Jordánského údolí vznikla v roce 1970 osada Peca'el. Okolo ní pak postupně vznikaly další zemědělské obce.
Tato vesnice byla zřízena roku 1978. Už 18. května 1975 rozhodla izraelská vláda, že založí novou osadu nazývanou Tomer nebo pracovně Peca'el Gimel. K zbudování vesnice pak došlo podle jiného pramene v roce 1977. Podle dalšího zdroje v roce 1976.
Mošav se stále zaměřuje na zemědělství - plochu okolo vlastní osady a od ní směrem k řece Jordán pokrývají pozemky využívané k intenzivnímu pěstování datlových palem a dalších plodin. Ve vesnici funguje sportovní areál a plavecký bazén. Ekonomicky jde o úspěšnou komunitu, která zamýšlí během několika let expandovat z nynějších téměř 60 na 100 rodin. Detailní územní plán obce umožňuje výhledovou kapacitu 96 bytů, z nichž zatím bylo postaveno 78. V další fázi územní plán předpokládá možnou výstavbu 186 bytových jednotek. Osada vznikla podle promyšleného urbanistického plánu, kdy se jednotlivé farmy symetricky rozkládají okolo centrálního prostoru. Na východ od obce, při dálnici číslo 90, je zóna pro skleníkové hospodářství.
Počátkem 21. století nebyl Tomer stejně jako celá plocha Oblastní rady Bik'at ha-Jarden zahrnut do projektu Izraelské bezpečnostní bariéry. Izrael si od konce 60. let 20. století v intencích Alonova plánu hodlal celý pás Jordánského údolí trvale ponechat. Budoucnost vesnice Tomer závisí na parametrech případné mírové dohody mezi Izraelem a Palestinci. 9. října 1998 byl v obci ubodán palestinským útočníkem izraelský voják. Během Druhé intifády nedošlo v osadě stejně jako téměř v celé oblasti Jordánského údolí k vážnějším teroristickým útokům.

## Demografie
Obyvatelstvo obce Tomer je v databázi rady Ješa popisováno jako sekulární. Podle údajů z roku 2014 tvořili naprostou většinu obyvatel Židé (včetně statistické kategorie "ostatní", která zahrnuje nearabské obyvatele židovského původu ale bez formální příslušnosti k židovskému náboženství).
Jde o menší obec vesnického typu s dlouhodobě stagnující či spíše klesající populací. K 31. prosinci 2014 zde žilo 232 lidí. Během roku 2014 registrovaná populace stoupla o 2,7 %.
| Rok            | 1983 | 1990 | 1991 | 1992 | 1993 | 1994 | 1995 | 1996 | 1997 | 1998 | 1999 | 2000 |
| -------------- | ---- | ---- | ---- | ---- | ---- | ---- | ---- | ---- | ---- | ---- | ---- | ---- |
| Počet obyvatel | 153  | 248  | 269  | 271  | 284  | 290  | 291  | 263  | 283  | 298  | 307  | 308  |

| Rok            | 2001 | 2002 | 2003 | 2004 | 2005 | 2006 | 2007 | 2008 | 2009 | 2010 | 2011 | 2012 | 2013 | 2014 |
| -------------- | ---- | ---- | ---- | ---- | ---- | ---- | ---- | ---- | ---- | ---- | ---- | ---- | ---- | ---- |
| Počet obyvatel | 303  | 303  | 298  | 296  | 281  | 282  | 290  | 282  | 233  | 233  | 236  | 228  | 226  | 232  |